# Туалетна вода
Туале́тна вода (фр. eau de toilette, офіційний термін з'явився в XIX столітті) — парфумерний ароматизуючий засіб у вигляді спирто-водних розчинів запашних речовин. Зазвичай у туалетній воді міститься від 4 до 10 % ефірних олій, розчинених у спирті 80-90 %. Зазвичай, туалетна вода відрізняється від парфумів менш різким і менш стійким ароматом, а також меншим умістом ефірних олій.
Офіційний термін «туалетна вода» виник завдяки Наполеонові I: перебуваючи в засланні на острові Святої Олени, імператор придумав власний рецепт ароматної води з додаванням бергамота замість одеколону, що закінчився. Наполеон назвав свій винахід «туалетною водою», і з тих пір цей термін став офіційним.
Історія туалетної води набагато древніша. В античному світі широко використовували туалетну воду: нею оббризкували навіси, свійських тварин, вона виливалась в міських фонтанах, нею зволожувалося й наповнювалося ароматами повітря на прийомах. Однак із падінням Римської імперії туалетна вода стала на час надбанням Сходу.